# Knooppunt Arquennes
Het knooppunt Arquennes is een Belgisch verkeersknooppunt bij Arquennes, iets ten zuiden van Nijvel. Hier takt de  A54/E420 af van de A7/E19 en loopt richting Charleroi. Het knooppunt Arquennes is een onvolledig knooppunt: men kan enkel van de A7 komende van Brussel op de A54 richting Charleroi en omgekeerd. Bij de aanleg van het knooppunt werd een derde zuidelijke tak voor de geplande A6 voorzien. Deze autosnelweg zou aansluiten op de westelijke tak van de grote ring rond Charleroi.

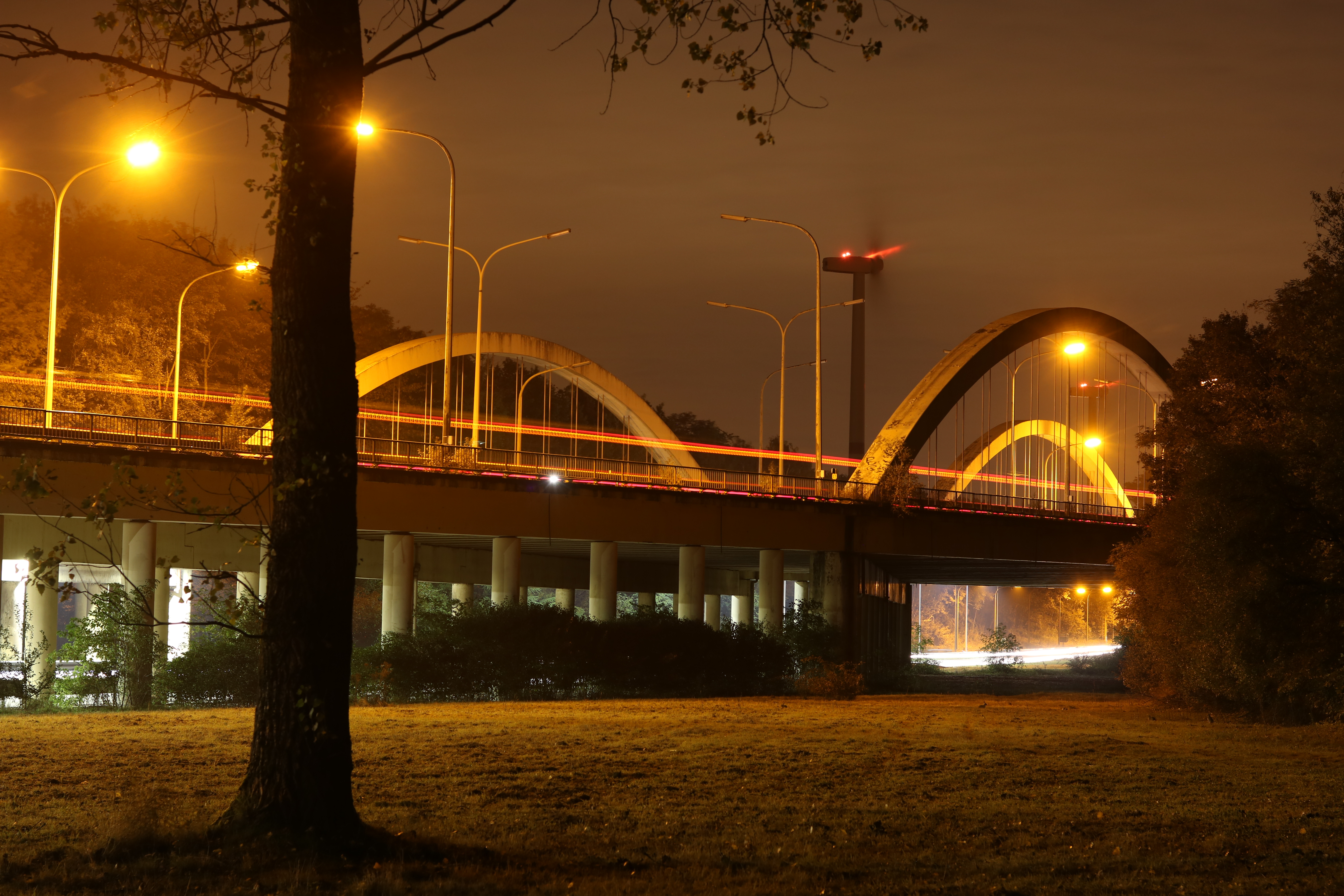
Boogbruggen E19 over de A54 (links) en niet-gebouwde A6 (rechts)
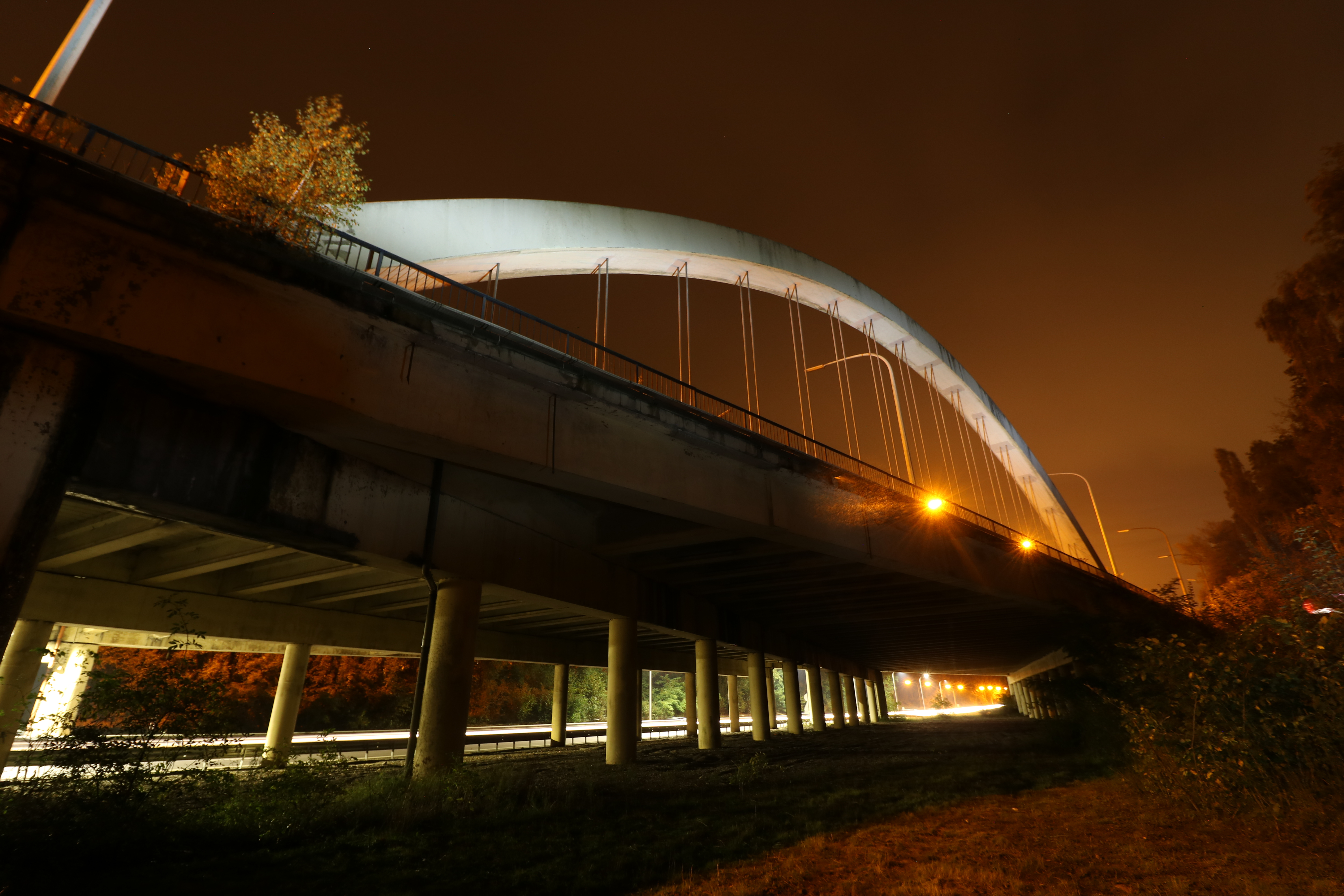
Boogbrug E19 over niet-gebouwde A6
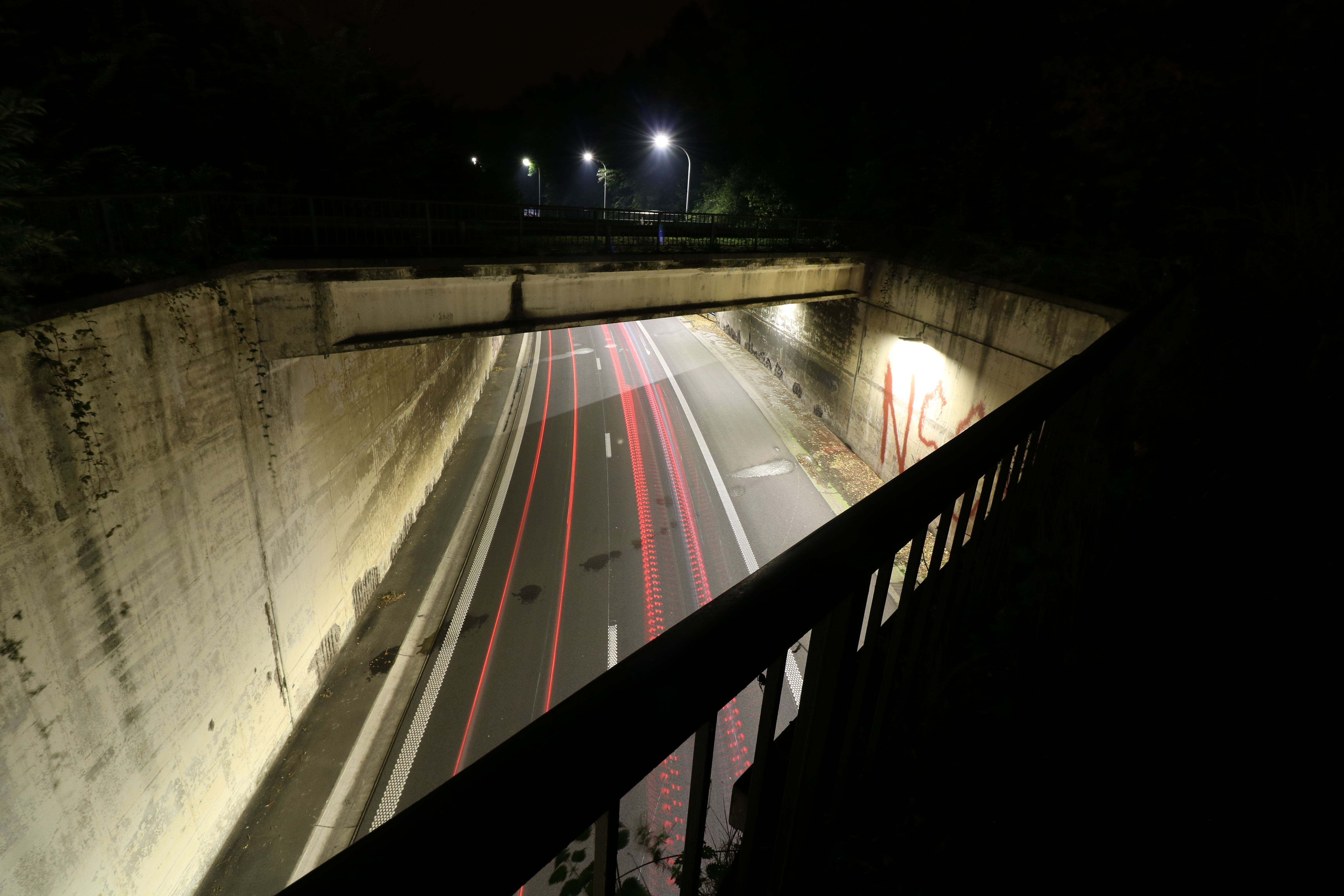
Viaducten van niet-gebouwde A6 over A54

## Aansluitende wegen
| Aansluitende wegen                      | Aansluitende wegen                                          | Aansluitende wegen                               | Aansluitende wegen | Aansluitende wegen |
| --------------------------------------- | ----------------------------------------------------------- | ------------------------------------------------ | ------------------ | ------------------ |
|                                         |                                                             | richting Nijvel (Nivelles) / Brussel (Bruxelles) |                    |                    |
|                                         |                                                             |                                                  |                    |                    |
|                                         | richting Gosselies / Charleroi Namen (Namur) / Luik (Liège) |                                                  |                    |                    |
|                                         |                                                             |                                                  |                    |                    |
| richting Bergen (Mons) / Parijs (Paris) |                                                             |                                                  |                    |                    |

Aalbeke · Antwerpen-Centrum · Antwerpen-Haven · Antwerpen-Noord · Antwerpen-Oost · Antwerpen-West · Antwerpen-Zuid · Arquennes · Battice · Beaufays · Beveren · Bois-d'Haine · Brugge · Cerexhe · Charleroi-Nord · Charleroi-Sud · Cheratte · Daussoulx · Destelbergen · Doornik · Familleureux · Fexhe-Slins · Gent-Centrum · Gouy · Grâce-Hollogne · Groot-Bijgaarden · Hautrage · Hauts-Sarts · Heppignies · Heverlee · Hoog-Itter · Houdeng-Goegnies · Jabbeke · Jemappes · Kortrijk-West · Kortrijk-Zuid · Leonardkruispunt · Loncin · Lummen · Machelen · Marcinelle · Marquain · Merelbeke · Moorsele · Neufchâteau · Ranst · Sint-Stevens-Woluwe · Strombeek-Bever · Thiméon · Ville-sur-Haine · Vottem · Wilrijk-Valaar · Zaventem · Zwijnaarde